# Ngô Thị Minh
Ngô Thị Minh (sinh ngày 26 tháng 1 năm 1964) là một nữ chính trị gia người Việt Nam. Bà nguyên là Thứ trưởng Bộ Giáo dục và Đào tạo.

## Xuất thân
Bà quê ở phường Nam Hòa, thị xã Quảng Yên, tỉnh Quảng Ninh. Bà hiện cư trú ở Phòng 804, Nhà công vụ Quốc hội, số 2 Hoàng Cầu, phường Ô Chợ Dừa, quận Đống Đa, thành phố Hà Nội.

## Giáo dục
Bà tốt nghiệp ngành sư phạm Toán học, Kỹ sư Quản trị doanh nghiệp. Bà có còn bằng cử nhân chính trị, cao cấp lý luận chính trị.
Bà bảo vệ luận án tiến sĩ (chuyên ngành Quản lý giáo dục) với nhan đề  "Hoàn thiện chính sách đối với trường đại học thuộc tỉnh ở Việt Nam trong bối cảnh hiện nay” năm 2014 tại Đại học Giáo dục, ĐHQG Hà Nội.

## Sự nghiệp
Bà được kết nạp đảng ngày 03/7/1991.
Bà từng là đại biểu Quốc hội Việt Nam khóa XIII (thuộc đoàn đại biểu tỉnh Quảng Ninh), khóa XI, XII. Phó Chủ nhiệm Ủy ban Văn hóa, Giáo dục, Thanh niên, Thiếu niên và Nhi đồng của Quốc hội, Thứ trưởng Bộ Giáo dục và Đào tạo.
Từ ngày 1/2/2024, bà nghỉ hưu.